# Spruance-Klasse
Die Spruance-Klasse war eine Klasse von Zerstörern der United States Navy, die ab 1972 gebaut wurde. Insgesamt wurden 31 Einheiten fertiggestellt, die bis 2005 in Dienst waren. Ihre Hauptaufgabe bestand in der Eskorte von Flugzeugträgern und speziell in der Verteidigung gegen feindliche U-Boote. Sie waren die ersten großen Einheiten der Navy, die die Vorteile eines Antriebs mit Gasturbinen (COGAG) nutzten.

## Geschichte

### Planung und Bau

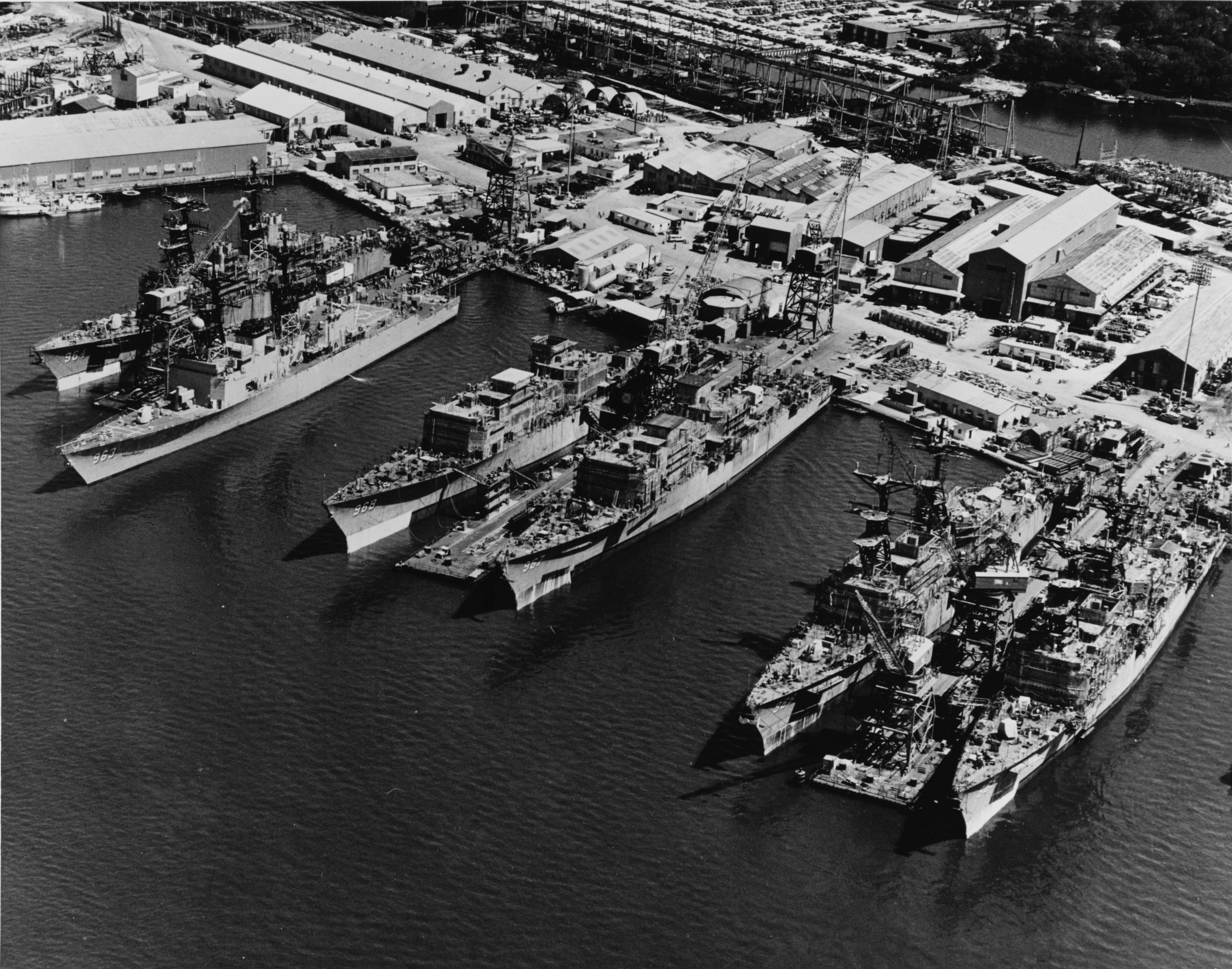
Sechs Zerstörer der Klasse an der Ausrüstungspier, 1975

Ende der 1960er Jahre bestand bei der US Navy Bedarf an Zerstörern, die in den Flugzeugträgerkampfgruppen hauptsächlich für U-Jagd und außerdem zur Luftverteidigung eingesetzt werden konnten. Dies war nötig, da die Zerstörer aus dem Zweiten Weltkrieg, die im FRAM-Programm (hauptsächlich Allen-M.-Sumner-Klasse und Gearing-Klasse) modernisiert worden waren, in den 1970er Jahren außer Dienst gestellt werden sollten.
Der Entwurf wurde im US-Kongress stark angegriffen, vor allem weil er für seine Größe unterbewaffnet erschien. Trotzdem genehmigte der Kongress den Bau von vorerst 30 Einheiten, finanziert aus den Haushaltsjahren 1970 bis 1975, für den Preis von rund 145 Mio. Dollar (Dollar-Kurs 1980) pro Stück. Der Auftrag wurde komplett an die Werft von Ingalls Shipbuilding in Pascagoula, Mississippi, vergeben, als so genanntes Total Package Procurement. Das heißt, dass der Auftrag in großen Stückzahlen an eine Werft vergeben wurde, was vor allem die Kosten senken sollte. Ingalls war außerdem verantwortlich für die gesamte Weiterplanung nach dem Bau und die Beschaffung von sowie Bestückung mit den Waffensystemen.
Die Schiffe wurden nach amerikanischen Marine-Persönlichkeiten benannt, das Typschiff und damit auch die Klasse nach Raymond A. Spruance, einem Vier-Sterne-Admiral, der im Pazifikkrieg die fünfte Flotte kommandierte. Die Zerstörer erhielten die Kennung DD (für Zerstörer), obwohl aufgrund der Bewaffnung eigentlich DDG (Lenkwaffenzerstörer) korrekt gewesen wäre.
Zu Beginn des Baus kam es bei der neuartigen sogenannten Groß-Sektionsbauweise zu technischen Problemen auf der Werft, welche die Zeitplanung um rund zwei Jahre verzögerten, so dass die letzte der ursprünglich geplanten 30 Einheiten 1980, mit rund zwei Jahren Verzug, in Dienst gestellt wurde. 1979 wurde eine 31. Einheit genehmigt, die laut anfänglichen Planungen eine veränderte Hangar-Struktur erhalten sollte, um mehr Helikopter aufnehmen zu können. 
Die Hayler wurde 1983 in Dienst gestellt. Weil zu wenig Helikopter bereitstanden, wurde sie im ursprünglichen Design gebaut.

### Modifikationen

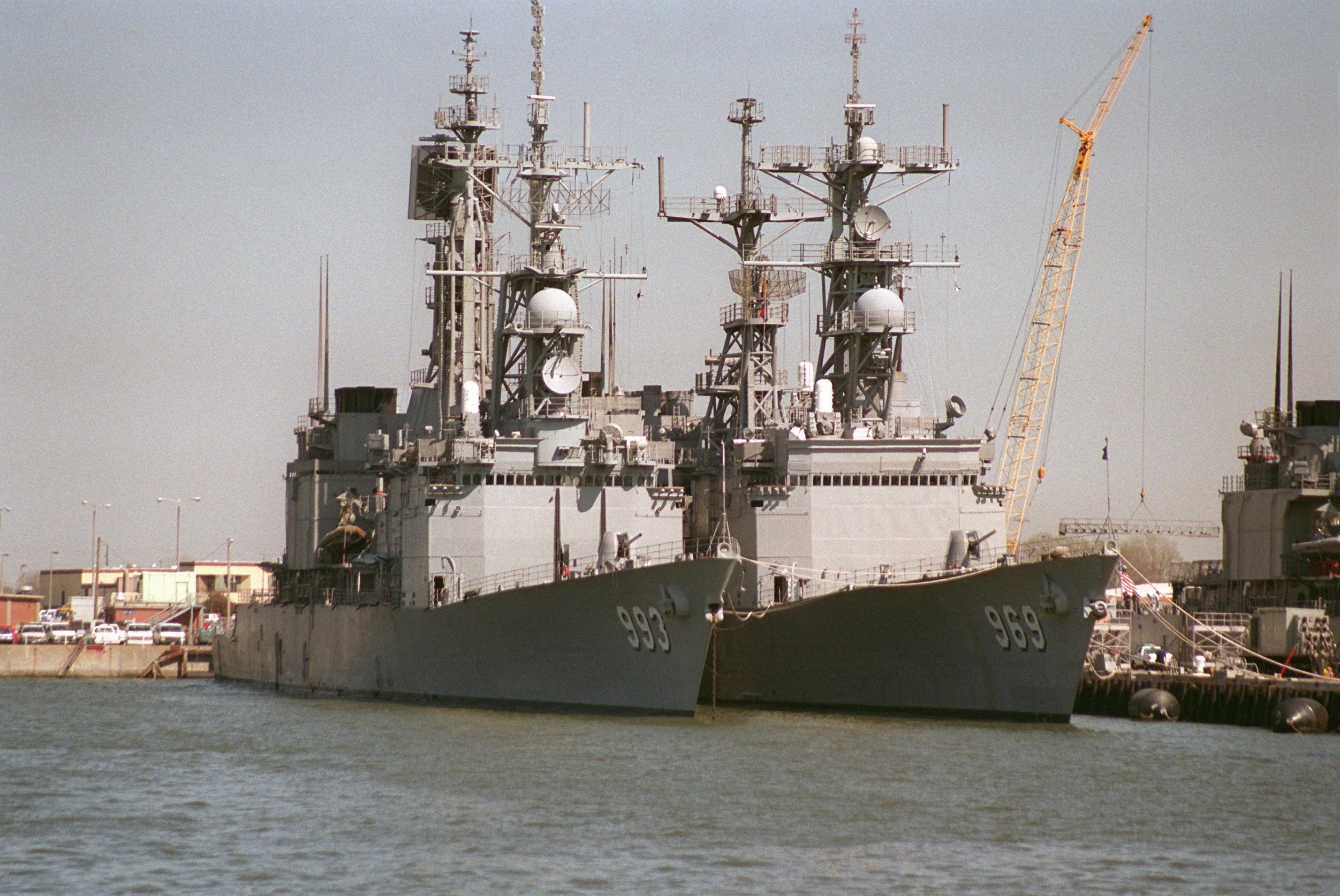
Äußerlich ist die Kidd (links) kaum von einer Spruance zu unterscheiden

Die Spruance-Klasse wurde Mitte der 1980er Jahre mit moderneren Waffensystemen versehen, die es den Schiffen erlaubte, auch Landziele anzugreifen.
Allgemein als eigene Klasse werden die vier Schiffe der Kidd-Klasse gesehen. Technisch gesehen gehören sie jedoch der Spruance-Klasse an, besitzen lediglich eine Bewaffnung, die eher auf Luftverteidigung ausgelegt ist. Sie wurden für den Iran unter Schah Mohammad Reza Pahlavi gebaut, konnten aber nicht vor der Revolution 1979 durch Ruhollah Chomeini ausgeliefert werden und wurden so bei der US Navy in Dienst gestellt und später an Taiwan verkauft.
Die Arthur W. Radford wurde ab 1997 als Testschiff für eine neue Maststruktur verwendet; auf ihr wurde ein Prototyp des Advanced Enclosed Mast/Sensor installiert.

### Dienstzeit
Die ersten Schiffe der Spruance-Klasse wurden 1975 in Dienst gestellt, bis 1983 folgten 30 weitere Einheiten. Damit ersetzten die Spruances die Schiffe der Forrest-Sherman-Klasse, die in den 1980ern außer Dienst gingen und bildeten zusammen mit den 10 Einheiten der Farragut-Klasse und den 23 Einheiten der Charles-F.-Adams-Klasse die Zerstörerflotte der Navy.
Die ursprüngliche Lebenszeit der Spruances sollte 30 Jahre betragen, so dass die Klasse bis 2013 in Dienst geblieben wäre. Stattdessen wurden 1998 die ersten sieben Einheiten, die zu diesem Zeitpunkt keine 20 Jahre in Dienst gestanden hatten, außer Dienst gestellt. Diese sieben Einheiten waren bereits bei der Modernisierung der Waffensysteme weitgehend übergangen worden und lediglich mit einer Zwischenlösung ausgerüstet worden. Die restlichen 24 Einheiten wurden zwischen Oktober 2000 und September 2005 außer Dienst gestellt, da die Schiffe der Arleigh-Burke-Klasse die der Spruance-Klasse ersetzten.
Letztlich kann die vorzeitige Außerdienststellung als reine Maßnahme zur Kostensenkung gesehen werden, die Betriebskosten lagen 1996 bei ca. 35 Mio. Dollar pro Jahr. Die Schiffe wurden fast alle entweder zum Zerlegen verkauft oder als Zielschiff versenkt. Lediglich die Paul F. Foster ist heute noch als Testschiff im Einsatz.

## Technik

### Rumpf

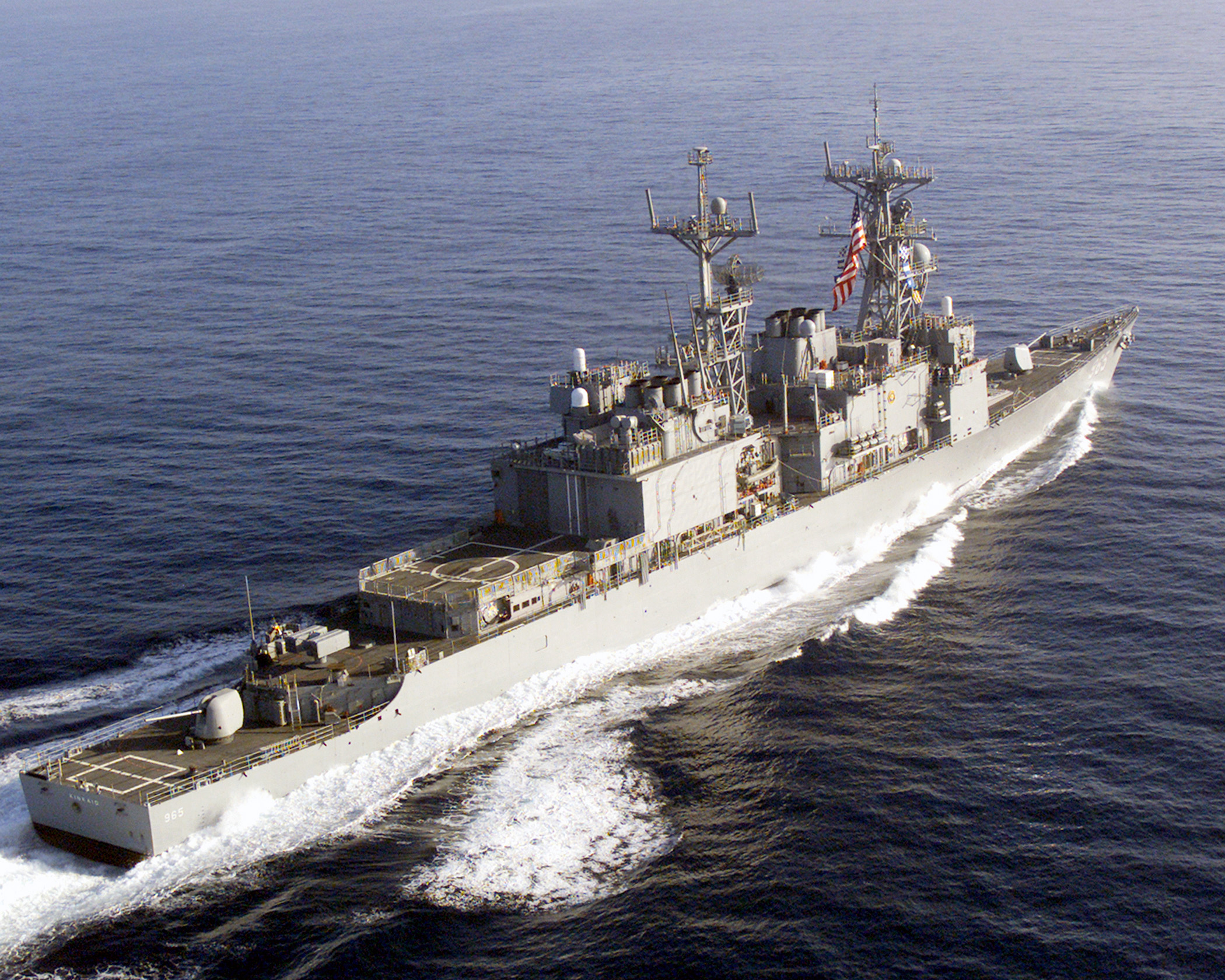
USS Kinkaid von achtern

Der Rumpf der Spruance-Klasse war 172 Meter lang, bei einer Breite von 16,8 Metern. Der Tiefgang lag bei 8,8 Metern. Der Rumpf verdrängte voll beladen über 8.000 t, leer knapp unter 6.000 Tonnen. Die hohen, großen Aufbauten machten die Schiffe, vor allem bei niedrigen Geschwindigkeiten (Anlegen, Versorgung auf hoher See), windanfällig. Die großen Vertikalflächen dieser Aufbauten reflektierten auftreffende Radarstrahlung sehr stark, wodurch die Schiffe dieser Klasse leicht zu orten waren. Diese fehlende Stealth-Eigenschaft wird häufig als einer der Gründe genannt, warum die US-Marine sich relativ frühzeitig von diesen Schiffen getrennt hat.
Im vorderen Deckshaus befanden sich die Kommandoräume, also die Brücke sowie, direkt darunter, das CIC (Command Information Center), die Kommandozentrale, in der der Kommandant die taktische Lage überwachte. Achteraus lag die Kajüte des Kapitäns, weiter dahinter noch die Aufklärungs- und Funkräume. Im achteren Deckshaus befand sich ein Hangar für zwei Helikopter. Unter Deck lagen, genau mittschiffs, die Maschinenräume, davor und dahinter die Quartiere für die Mannschaften. Über dem achteren Maschinenraum, unter dem Helikopterlandeplatz waren die Messen. Ebenfalls unter Deck befanden sich die Magazine für Waffensysteme.
Der Entwurf des Rumpfes gilt als gelungen, so dass er auch bei den Lenkwaffenkreuzern der Ticonderoga-Klasse verwendet wurde.

### Antrieb
Die Schiffe der Spruance-Klasse waren die ersten großen der US Navy, die mit Gasturbinen ausgestattet wurden. Der COGAG-Antrieb bestand aus vier Gasturbinen des Typs General Electric LM 2500, die auf zwei Propeller von 15 ft (ca. 4,5 Meter) Durchmesser wirkten. Diese hatten bei 30 Knoten Geschwindigkeit eine Drehzahl von 168 min−1. Der Gasturbinenantrieb wurde gewählt, da er relativ einfach zu warten und zu ersetzen ist, außerdem benötigt die Anlage weniger Personal als die bislang verwendeten (Parsons)-Dampfturbinen mit den dazugehörigen Kesseln. Zusätzlich sind die Geräuschemissionen geringer, was U-Booten die Erfassung der Schiffe erschwert. Mit nur einer laufenden Turbine konnten die Schiffe bereits 19 Knoten erreichen, mit zweien bis zu 27 Knoten. Nur für die Höchstgeschwindigkeit wurden alle vier Anlagen benötigt.
Drei kleinere Gasturbinen erzeugten zusammen sechs Megawatt für die elektrischen Anlagen an Bord.

### Bewaffnung

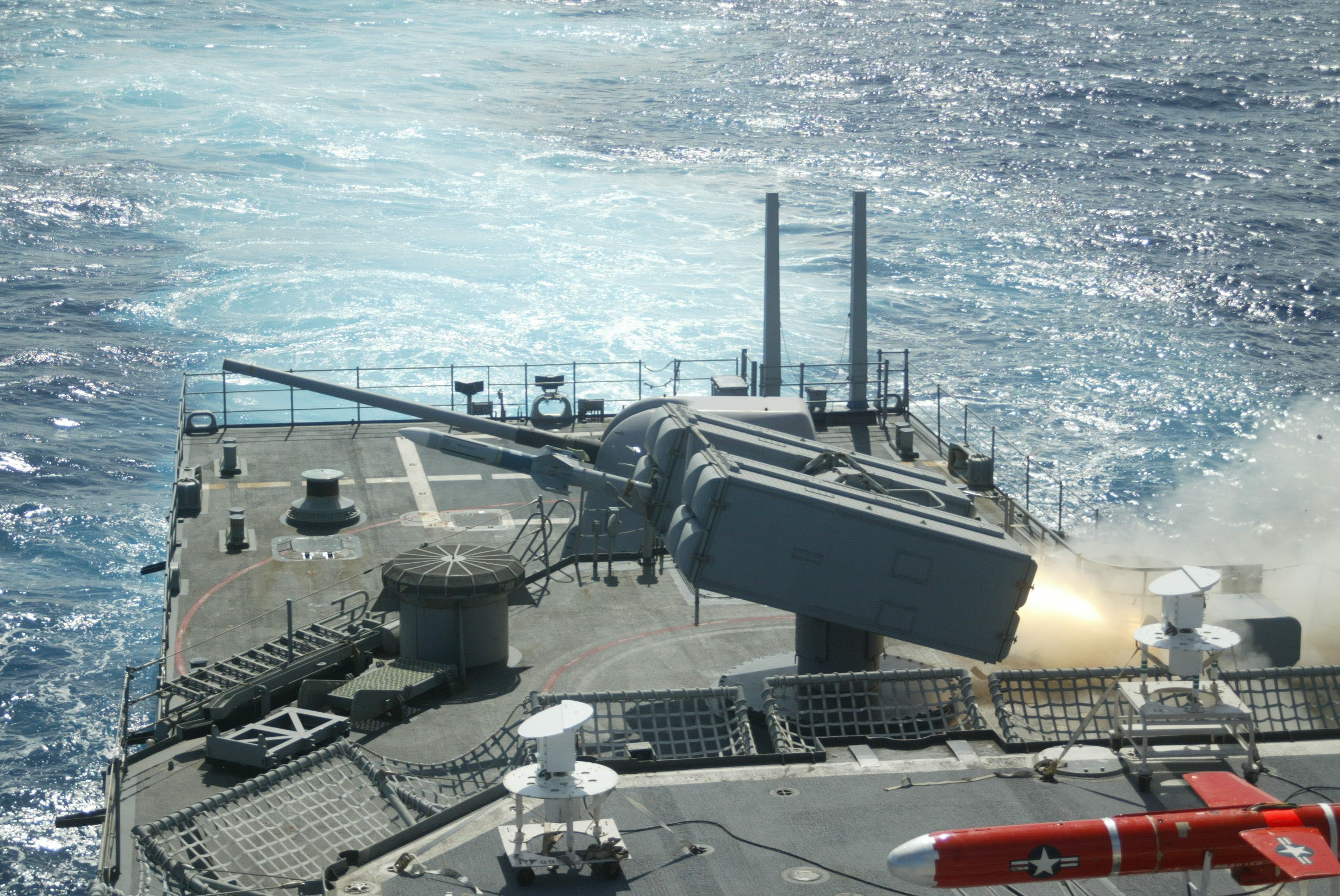
USS O'Brien feuert eine Sea Sparrow ab

Bei Indienststellung galten die Schiffe für ihre Größe als unterbewaffnet. Zu der Zeit waren sie mit zwei Mark-45-12,7-cm-Geschützen mit Kaliberlänge 54 ausgerüstet. Diese Waffe kann auf Reichweiten bis zu 13 Seemeilen (24 km) gegen Überwasserziele und eingeschränkt gegen Luftziele verwendet werden. Sie hat eine Schussfrequenz von 16 bis 20 Schuss pro Minute, pro Geschütz stehen 600 Projektile zur Verfügung. Mittschiffs waren zwei Starter für je vier AGM-84 Harpoon zum Einsatz gegen feindliche Schiffe installiert, und achtern unter dem Landedeck befand sich ein Starter Mark 29 für insgesamt 24 RIM-7 Sea Sparrow gegen Luftziele. Zur U-Boot-Abwehr befanden sich auf beiden Seiten mittschiffs je drei Torpedorohre, die den Mark-46-Leichtgewichtstorpedo verschießen konnten, von dem sich 18 Torpedos an Bord befanden. Außerdem war für den Einsatz gegen U-Boote direkt vor dem Deckshaus ein Mark-112-Starter für ASROC installiert. Neben den acht Raketentorpedos im Starter befanden sich noch 16 weitere im Magazin.
Der ASROC-Starter wurde auf den 24 Einheiten, die eine umfassende Modernisierung erhielten, ab Mitte der 1980er Jahre durch das Mk 41 Vertical Launching System ersetzt, welches 45 BGM-109 Tomahawk gegen Landziele sowie 16 ASROC enthielt. Auf den anderen sieben Spruance wurden stattdessen zwei Armored Box Launcher mit je vier Tomahawk neben dem alten ASROC-Starter platziert. Zusätzlich wurde auf beiden Deckshäusern je ein Nahbereichsverteidigungssystem vom Typ Phalanx installiert, das auf kurze Distanz gegen anfliegende Raketen eingesetzt werden konnte. Nach 2000 erhielten einige der noch aktiven Einheiten einen einzelnen Starter für RIM-116 Rolling Airframe Missile auf dem Fantail.

### Elektronik

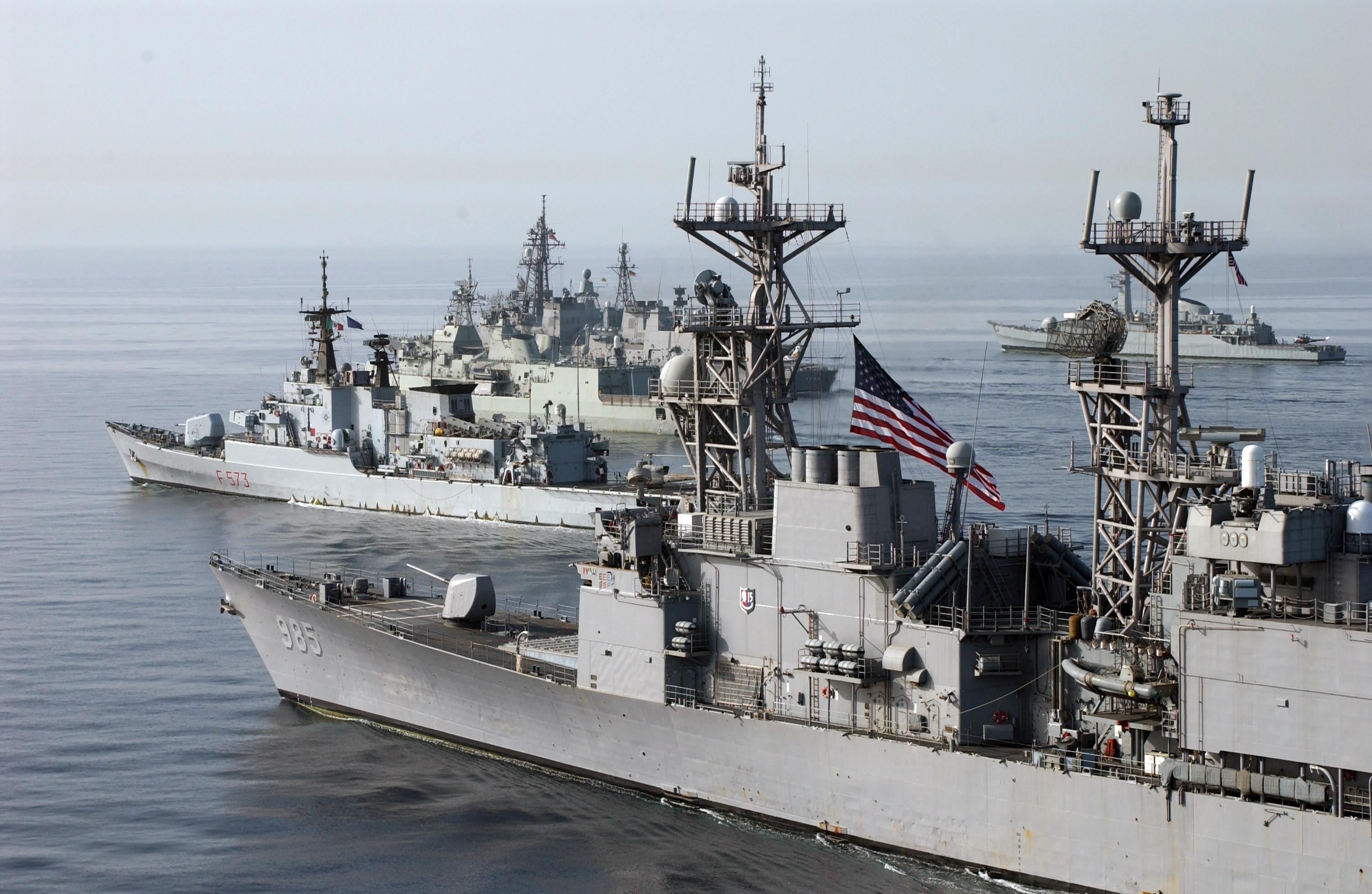
Die USS Cushing mit einem multinationalen Einsatzverband im Golf von Oman im Mai 2004

Das Luftzielradar an Bord der Schiffe war ein SPS-40 von Lockheed, das auf dem hinteren Mast installiert war und eine Reichweite von rund 200 Seemeilen aufweist. Auf dem vorderen Mast befand sich das SPS-55, das als Seezielradar verwendet wurde. Das SPQ-9A-Radar von Norden Systems, dessen Antenne sich in einem kugelförmigen Radom befand, diente zusammen mit dem SPG-60 für die Feuerleitung der Waffen.
Das Sonarsystem an Bord war das SQS-53, welches sowohl aktiv als auch passiv eingesetzt werden kann und direkt im Bug untergebracht war. Zusätzlich wurde auf allen Einheiten ein Schleppsonar vom Typ SQR-19 nachgerüstet. Die Daten der Sonaranlagen wurden anschließend im SQQ-89 U-Jagd-System zusammengeführt. Ebenfalls geschleppt werden konnte ein Torpedotäuschkörper vom Typ AN/SLQ-25 Nixie, der die Geräusche des Schiffs imitiert und somit Torpedos auf sich lenken soll.
Die Systeme zur elektronischen Kampfführung bestanden aus dem AN/SLQ-32. Die Antennen können für Fernmelde- und elektronische Aufklärung sowie als Störsender eingesetzt werden. Ebenfalls zum SLQ-32-Paket gehört das Mk 36 SRBOC, das Düppel und Flares in die Luft schießt, die anfliegende Raketen sowohl mit Radar- wie auch mit Infrarotsuchkopf vom Schiff ablenken sollen.

### Luftfahrzeuge
An Bord konnten zwei Helikopter mitgeführt werden. Diese starteten und landeten auf dem Deck hinter den Aufbauten, in denen zwei Helikopter Platz fanden. Dies waren zu Beginn zwei Kaman SH-2 Seasprite, ab 1979 begannen Versuche mit dem vielseitigeren Sikorsky SH-60 Seahawk, der ab Mitte der 1980er ausschließlich eingesetzt wurde.

## Einsatzprofil

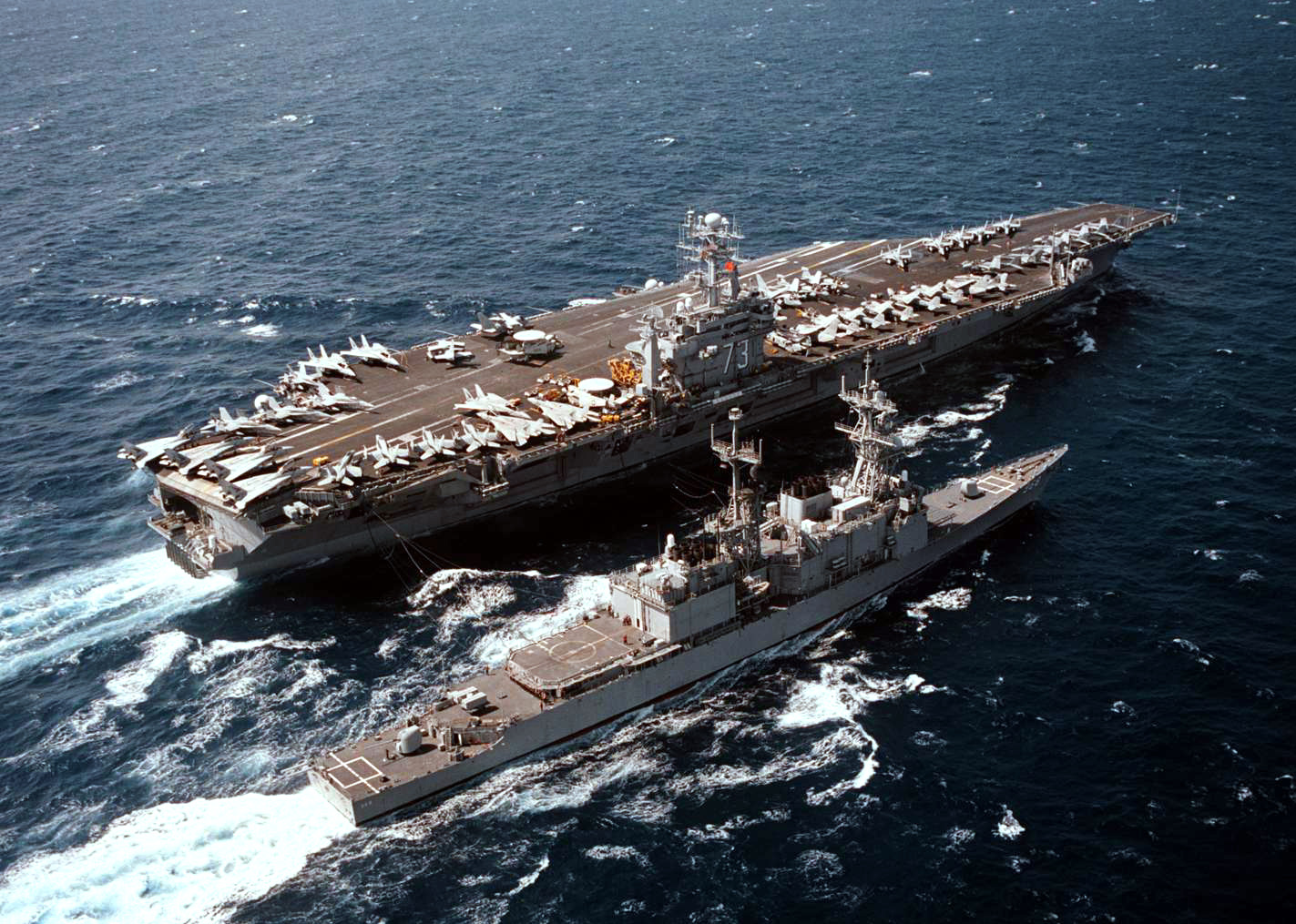
Die Arthur Radford mit der George Washington

Die Schiffe der Spruance-Klasse waren hauptsächlich als Eskortschiffe für die Flugzeugträgerkampfgruppen gebaut, auf diese Aufgabe waren sie so auch zugeschnitten. So sollten sie vor allem gegen U-Boote eingesetzt werden, weshalb sie die Klassifizierung Zerstörer erhielten. Jedoch passte die Klasse nicht in den traditionellen Begriff des Zerstörers, da die Schiffe auch aktiv gegen Luftziele und durch die Harpoon auch gegen andere Überwasserschiffe eingesetzt werden konnten. Letztlich basiert die Einstufung als Zerstörer also auf der ihr zugewiesenen Aufgabe und nicht auf den Fähigkeiten und der Größe, die die Klasse eher als Kreuzer qualifizierte, besonders seit die Schiffe auch Landziele angreifen konnten.
In ihrer Dienstzeit waren in jeder Kampfgruppe um einen Flugzeugträger normalerweise zwei Spruance integriert.
Als Teil einer solchen setzten einige Schiffe die Tomahawk-Marschflugkörper gegen Ziele im Irak, sowohl im Zweiten wie auch im Dritten Golfkrieg, ein. Weitere Einsätze von Schiffen der Spruance-Klasse umfassten Missionen vor dem Libanon Mitte der 1980er Jahre, welche die Durchsetzung der UN-Sanktionen gegen den Irak durch Boarding von Frachtern im Persischen Golf, außerdem die Teilnahme an den Kampfgruppen, die 1995 und 1996 die Situation nach den Raketentests der VR China in der Formosastraße überwachten.

## Unfälle
Mehrere Schiffe liefen auf Grund, unter anderem 1989 die Spruance, die bei starkem Wind vor den Bahamas auf Grund getrieben wurde und für 1,4 Mio. Dollar repariert werden musste. Es gab außerdem Kollisionen, so kollidierte die Kinkaid 1989 in der Straße von Malakka mit einem Frachter, wobei auf beiden Schiffen ein Feuer ausbrach, welches einen 15-Mio.-Dollar-Schaden auf Kinkaid verursachte und einen Seemann das Leben kostete. 1999 kollidierte die Arthur W. Radford vor der amerikanischen Ostküste mit einem RoRo-Containerschiff. Die Schäden, ein Loch auf der Steuerbordseite sowie Beschädigungen an einem Geschütz und am VLS, mussten für über 32 Mio. Dollar behoben werden.